# Cercle amb un punt al centre
El cercle amb un punt al centre o circumpunt () és un símbol amb diversos significats:
- és un símbol solar.
- la circumferència respecte al seu cercle.
- l'or en alquímia.
- el clic bilabial segons la transcripció de l'AFI.
- el centre de la ciutat, als senyals de trànsit.
- l'ull de Déu.
- l'esperit, segons els indígenes nord-americans.
- un àtom d'hidrogen.
- la corona de la Càbala.
- la mònada en filosofia grega.
- l'arcàngel Miquel.
- un vector apuntant a l'exterior.
- coincidència en lògica formal.
- aire comprimit a punt per usar, en pneumàtica.